# 里奇希爾鎮區 (密蘇里州利文斯頓縣)
里奇希爾鎮區（英語：Rich Hill Township）是位於美國密蘇里州利文斯頓縣的一個行政鎮區。

## 地方資料
里奇希爾鎮區的面積為95.21平方千米，當中陸地面積為94.30平方千米，而水域面積為0.91平方千米。根據2020年美國人口普查的數據，當地共有人口1368人，而人口密度為每平方千米14.37人。